# Jean-Christophe Pintaud
Jean-Christophe Pintaud (28 de febrero de 1970 - Lima, 10 de agosto de 2015) fue un botánico francés.
Investigador principal del IRD Instituto de Investigaciones para el Desarrollo, Montpellier.

## Fallecimiento
- Falleció en la ciudad de Lima, Perú. El 10 de agosto se confirma su deceso.[2]

## Algunas publicaciones
- jean-c. Pintaud, gloria Galeano, henrik Balslev, rodrigo Bernal, finn Borchsenius, evandro Ferreira, jean-j. de Granville, kember Mejía, betty Millán, mónica Moraes, larry Noblick, fred w. Stauffer, francis Kahn. 2008. Las palmeras de América del Sur: diversidad, distribución e historia evolutiva (The palms of South America: diversity, distribution and evolutionary history). Rev. peru biol. 15 (1): 7-30

### Libros
- donald r. Hodel, jean-christophe Pintaud. 1998. Palmiers de Nouvelle-Calédonie. Ed. ilustr. de Kampon Tansacha, Nong Nooch Tropical Garden, 119 pp.

- La abreviatura «Pintaud» se emplea para indicar a Jean-Christophe Pintaud como autoridad en la descripción y clasificación científica de los vegetales.[3]